# Kościół Najświętszego Serca Pana Jezusa w Starej Rudnicy
Kościół Najświętszego Serca Pana Jezusa w Starej Rudnicy – katolicki kościół filialny zlokalizowany we wsi Stara Rudnica w gminie Cedynia, w powiecie gryfińskim (województwo zachodniopomorskie). Jest filią parafii Matki Bożej Królowej Pokoju w Siekierkach.

## Historia i architektura
Kościół został wzniesiony w 1839 roku. Przed 1945 rokiem był jedną z dwóch świątyń w Starej Rudnicy, jednak znajdujący się we wsi starszy kościół został rozebrany po II wojnie światowej. Murowany w technice ryglowej, jest jednonawową budowlą, sytuowaną na planie prostokąta, posadowioną na kamiennej podmurówce. W krytej dwuspadowym dachem nawie umieszczone są zamknięte półłukami okna. Od strony zachodniej znajduje się osadzona w korpusie wieża, w górnej partii drewniana i zwieńczona sterczyną z krzyżem.
Wewnątrz świątyni znajduje się osadzona na filarach duża drewniana empora z prospektem organowym nad wejściem, bocznymi ramionami dochodząca aż do ściany prezbiterium. Ściany i ławki malowane są na biało, kontrastując z ciemnym malowaniem empory i filarów.
Po II wojnie światowej kościół został konsekrowany jako świątynia katolicka w 1949 roku.